# 발랑탱 아우이

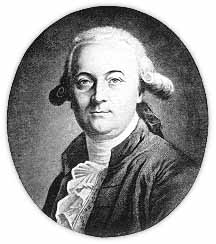
발랑탱 아우이

발랑탱 아우이(프랑스어: Valentin Haüy, 1745년 11월 13일 ~ 1822년 3월 19일)는 프랑스의 교육자로 1784년 파리에 시각장애인들을 위한 세계 최초의 특수학교를 세웠으며 또한 초기 점자를 고안했다.

## 같이 보기
- 루이 브라유